# 創通音楽出版
株式会社創通音楽出版（そうつうおんがくしゅっぱん、英: SOTSU MUSIC PUBLISHING CO.,LTD.）は、日本の音楽出版社。創通の連結子会社で、旧社名は「株式会社フューチャービジョンミュージック」。

## 概要
2003年、株式会社GDH（2009年より株式会社ゴンゾ）が、アニメーション作品の音楽制作及び著作権管理を行うことを目的として「株式会社フューチャービジョンミュージック」を設立。設立時のモットーは、「良質のアニメに良質の音楽を」。
2012年、創通が音楽著作権管理事業を開始するにあたり、ゴンゾから発行済み全株式を取得し子会社化。「株式会社創通音楽出版」に商号変更した。

## 沿革
GDHグループ時代（2000年 - 2009年）
- 2003年11月 - GDH子会社として設立。代表取締役社長に石川真一郎が就任。
- 2004年2月 - 代表取締役社長に元ユーメックス代表の藤田純二が就任。石川は取締役に異動。
- 2007年3月 - 同じGDHグループ企業であるゴンゾ、ゴンジーノと共にGDHグループの練馬オフィスに移転。

GONZOグループ時代（2009年 - 2012年）
- 2010年10月 - ゴンジーノと共にGONZOグループの荻窪オフィスに移転。
- 2012年7月 - 創通がゴンゾからフューチャービジョンミュージックの全株式を取得すると発表。「株式会社創通音楽出版」に商号変更。

## 音楽制作担当作品
2004年
- 巌窟王
- SAMURAI 7

2005年
- SoltyRei
- バジリスク 〜甲賀忍法帖〜
- BLACK CAT
- マージナルプリンス 〜月桂樹の王子達〜

2006年
- ウィッチブレイド
- ガラスの艦隊
- パンプキン・シザーズ
- RED GARDEN

2007年
- 月面兎兵器ミーナ
- デッドガールズ
- ドラゴノーツ -ザ・レゾナンス-
- ぼくらの
- ロミオ×ジュリエット

2008年
- 鉄のラインバレル
- BLASSREITER
- ドルアーガの塔 〜The Aegis of URUK〜
- ロザリオとバンパイア
  - ロザリオとバンパイア CAPU2

2009年
- 咲-Saki-
- アラド戦記 〜スラップアップパーティー〜
- ドルアーガの塔 〜The Sword of URUK〜

2018年
- CONCEPTION